# 三锋鲛属
三锋鲛属（学名：Tristychius）是一类已灭绝的弓鲛类鲨鱼，生存于下石炭统（大约 336 - 326 百万年前）的苏格兰地区。

## 描述
这种动物与现在的白斑角鲨（Squalus acanthias）较为相似，其体长约60厘米，有一个不对称的尾鳍（歪形尾），上叶非常发达，下叶较小，臀鳍位于尾鳍的正前方。由于背鳍、胸鳍和腹鳍十分发达，三锋鲛属拥有看起来较大的外形。两个背鳍在底部都有一个三角形软骨支撑，前面有一根鳍刺（第一个背鳍的鳍刺比第二个更倾斜，就像栉棘鲨目一样）。三锋鲛属的胸鳍关节有三个基部，但有一个后鳍轴骨，就像楔棘鲨属和异棘鲨目一样；此外，桡侧软骨也和异棘鲨目一样在该轴骨的上方和下方都有关节连接。
三锋鲛属的主要特征与鳃裂有关，后者由软骨支撑的鳃盖覆盖；类似的结构存在于其他一些古生代的软骨鱼类中，如西莫利鲨目的Cobelodus属和异棘鲨目的外侧棘鲨属，但在任何其他弓鲛类鲨鱼中都不明确。三锋鲛属的牙齿很锋利，与其他古代鲨鱼（如楔棘鲨属）的牙齿相似，但只有两个小的侧尖。三锋鲛属的上下颌骨各有大约有40对牙齿，总共有大约500颗牙齿，颚骨结构与大多数古生代板鳃类相似。

## 分类
1837年，路易士·阿格西根据背鳍处的一根单独的鳍刺首次描述了弓形三锋鲛（Tristrichius arcuatus）；后来苏格兰东柯克顿遗址发现了或多或少完整的标本。三锋鲛属被认为是弓鲛目最古老和最基底的代表之一，这是一类“鲨鱼”，在中生代有相当大的分布范围，并且与现在的鲨鱼有相似之处，但它们已经过于特化，无法被视为现代鲨鱼的可能祖先。另一类相似的弓鲛目是指鳍鲨属，它们的化石总是发现于苏格兰的石炭纪地层。

## 古生态学
三锋鲛属的体形表明，它的游泳速度相当慢，但能在湖泊环境中自如活动。背部的大鳍刺可能是它们的防御手段。